# Arcesio (rey de Ítaca)
En la mitología griega Arcesio o Arcisio (griego antiguo: Ἀρκέσιος o Ἀρκείσιος) fue probablemente un rey de Ítaca o Cefalenia, especialmente recordado por ser el padre de Laertes y el abuelo paterno de Odiseo. Su nombre ya aparece en la Odisea, también como patronímico, Arcesíada, esto es «descendiente de Arcesio». 

## Familia
Quiso Zeus que la descendencia de Arcesio fuera de un solo varón en cada generación:

«El Cronión nunca dio más que un hijo a varón de mi raza y así Arcesio engendró solo a uno, Laertes; Laertes, a su vez, padre fue solamente de Odiseo, y Odiseo en su hogar me dejó solo a mí [Telémaco], del que nunca ha gozado».

Se dice en un escolio que el padre de Arcesio fue Zeus, opinión que también comparte Ovidio.

«Ha de saberse que hacen descender de Zeus y de Euriodia a Arcesio, de este y de Calcomedusa a Laertes, de este y de Anticlea a Odiseo, de este y de Penélope a Telémaco, y de este y de Policasta la hija de Néstor, según Hesíodo, a Perséptolis».

Sobre Euriodia (Εὐρυοδία) o Euriodea (Εὐρυοδεία), la madre de Arcesio, nada más se sabe, ni siquiera si esta era una de las ninfas o una muchacha de noble abolengo. Lo mismo sucede con Calcomedusa, esposa de Arcesio.

## Estirpe cefalenia
Otra tradición nos habla de Arcesio como un hijo de Céfalo y, por lo tanto, vinculado a la estirpe del pueblo cefaleno. Para Higino, Arcesio es hijo de Céfalo y Procris. Eustacio cita una versión en la que Arcesio es hijo de Cilo o Céleo, que a su vez es hijo de Céfalo.

«Deyoneo engendró a Céfalo; Céfalo a Arcesio; Arcesio a Laertes; Laertes a Ulises».

El pueblo cefaleno, cefalenio o cefalonio había nacido de la unión entre Hermes y Calipso. El contingente del pueblo cefalonio era comandado por Odiseo durante la guerra de Troya:

«A su vez, Odiseo conducía a los magnánimos cefalenios, que poseían Ítaca y Nérito, de sacudido follaje, y administraban Crocilea y la áspera Egílipe, a los que poseían Zacinto y administraban los contornos de Samo, y a los que poseían el continente y regían la costa de enfrente. De estos era jefe Odiseo, émulo de Zeus en ingenio».

Otra tradición asimila etimológicamente Ἀρκείσιος (Arcisio) con ἄρκ(τ)ος («oso»; árktos en griego) y dice que la madre de Arcisio fue en otro tiempo una osa:

«El dios dijo a Céfalo, cuando consultaba el oráculo sobre los hijos, que mantuviera relaciones sexuales con quien se encontrara primero. Se encontró con un oso y, mediante el coito con el oso, engendró una mujer, de la que se dice que Arcisio recibió el nombre apropiado».